# Alléluia (Mozart)
Pour les articles homonymes, voir Alléluia (homonymie).
Alléluia K. 553, est un canon en do majeur pour quatre voix a cappella de Wolfgang Amadeus Mozart. Mozart a inclus cette œuvre dans son catalogue thématique le 2 septembre 1788. C'est le premier d'une série de dix canons.

## Musique
Le canon est écrit à  et dans la tonalité de do majeur. Le thème est exposé sur vingt-cinq mesures et est modelé dur de l'air de l'Alleluia qui suit l'Épître le Samedi saint. Dans le canon, chacune des voix fait son entrée après six mesures et demi.
Le canon est marqué Allegro, et l'écriture musicale est caractérisée par la présence de figures de longue durée.
Thème:

## Texte
Le canon est interprété sur les paroles «Alleluia, amen» (en latin), avec une écriture très mélismatique, qui rappelle la polyphonie de l'Ars Antiqua.